# GB3錦標賽
英國車手俱樂部英國三級方程式錦標賽（英語：BRDC British Formula 3 Championship）是一項英國單人座賽車系列賽。這項錦標賽是英國首要的單人座級別賽事之一，從國際汽聯四級方程式錦標賽或卡丁車晉級的年輕車手大多選擇參與這項賽事。這項賽事舊稱英國車手俱樂部四級方程式錦標賽（英語：BRDC Formula 4 Championship），於2016年3月獲國際汽車聯盟認可後，改名為目前的英國車手俱樂部英國三級方程式。

## 歷史
2016年3月23日，國際汽車聯盟及英國賽車協會在國際汽聯世界汽車運動理事會上透露，他們在英國車手俱樂部四級方程式錦標賽更名的前一天達成了一項協議，以加快2016年賽季全新車型的設計，並填補英國三級方程式錦標賽自2014年停辦後的空缺。
英國車手俱樂部英國三級方程式錦標賽並未使用國際汽聯三級方程式的車型，而是採用提升至三級方程式車速的四級方程式規格車輛。賽車由義大利製造商Tatuus設計，符合三級方程式的安全標準，包括側面衝擊板、前後碳撞擊結構、輪索及可拆卸座椅。英國引擎及電子製造商考斯沃斯將供應引擎及相關的電子控制設備。這輛車也搭載了Sadev的六速序列式變速箱，並配備賽事獨有的限滑差速器。
國際汽聯向來嚴格制定國家級三級方程式的標準。歐洲方程式公開錦標賽便因為使用舊版達拉拉F312三級方程式車型，以及未符合國際汽聯單人座賽事標準的低階引擎，而喪失三級方程式的級別。Tatuus-考斯沃斯能夠取得國家級三級方程式的標準，可見其車速及相關規格已達成與國際汽聯其他三成方程式賽事的相同水準。

## 冠軍

### 英國車手俱樂部四級方程式錦標賽
| 賽季   | 冠軍        | 傑克·卡維爾桿位盃 | 冬季系列賽冠軍    | 秋季盃冠軍  |
| ------ | ----------- | ----------------- | ----------------- | ----------- |
| 2013年 | 傑克·休斯   | 傑克·休斯         | 馬修·格拉漢姆（Matthew Graham） | 未頒布      |
| 2014年 | 喬治·羅素   | 喬治·羅素         | 威爾·帕爾默       | 未頒布      |
| 2015年 | 威爾·帕爾默 | 威爾·帕爾默       | 未頒布            | 本·巴尼科特 |

### 英國車手俱樂部英國三級方程式錦標賽
| 賽季   | 冠軍          | 次要冠軍                       |
| ------ | ------------- | ------------------------------ |
| 2016年 | 馬修斯·雷斯特 | J： 瑞奇·科拉德 A: 艾納·阿邁德 |
| 2017年 | 艾納·阿邁德   | J: 艾納·阿邁德 D: 卡林車隊     |

## 外部連結
- 官方网站
- GB3錦標賽的X（前Twitter）